# Super Mario Land
Super Mario Land (スーパーマリオランド Sūpā Mario Rando) er et platformspil udviklet og udgivet af Nintendo til den bærbare spillekonsol Game Boy. Spillet blev udgivet 21. april 1989 i Japan, 30. august 1989 i Nordamerika og 28. september 1990 i Europa.
Spillet markerede starten på Marios optræden på Game Boy og har solgt over 18 millioner eksemplarer i alt. Dette gør spillet til det tredjebedst sælgende spil i Mario-serien.